# Kaiserinmutter

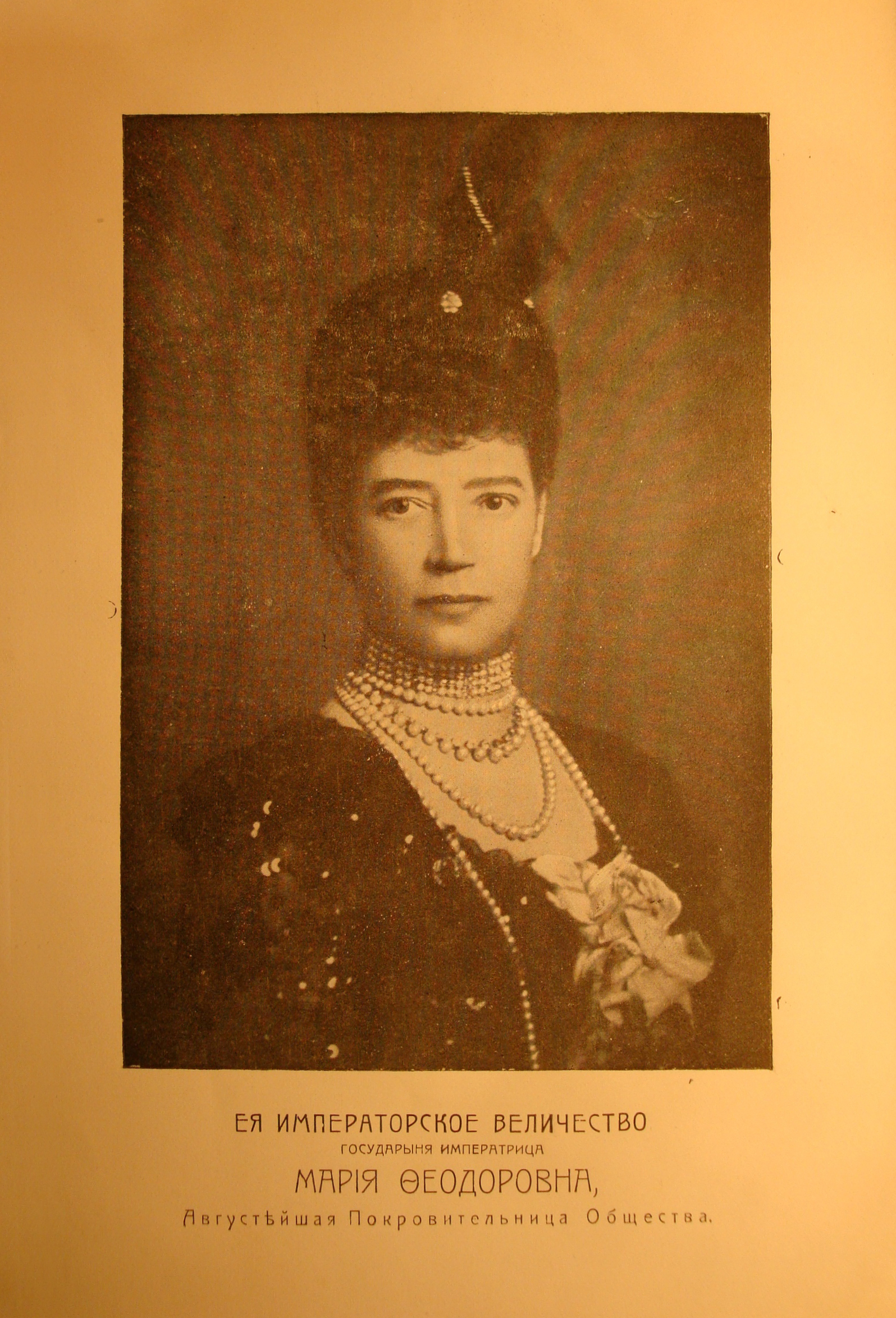
Maria Fjodorowna als Kaiserinmutter von Russland (1910)

Kaiserinmutter war ein Titel, der der Mutter eines chinesischen Kaisers verliehen wurde. Er war ebenfalls in Österreich-Ungarn sowie als Bezeichnung der Mutter des Russischen Zaren gebräuchlich.

## Kaiserreich China
Für den chinesischen Kulturraum ist die Bezeichnung Kaiserinwitwe, englisch Empress dowager, gebräuchlicher, deshalb siehe dort.

## Österreich-Ungarn
In der Habsburgermonarchie trugen einige Frauen ebenfalls diesen Titel, auch wenngleich er eher eine Ehrenbezeichnung denn einem offiziellen Titel gleichkam. Da in den seltensten Fällen die (Stief-)Mütter eines Kaisers ebenfalls den Titel einer Kaiserin trugen, ist hier auch der zutreffendere Begriff Kaiser-Mutter gebräuchlich.
Beispiele:
- Karoline Auguste von Bayern als Stiefmutter von Kaiser Ferdinand I. und Stief-Großmutter von Kaiser Franz Joseph I.
- Erzherzogin Sophie als Mutter des Kaisers Franz Joseph I. wurde zumeist als Kaiser-Mutter erwähnt, nahm aber durch ihre dominante Stellung bei Hofe die Rolle einer Kaiserinmutter ein
- Erzherzogin Maria Josepha als Mutter Kaiser Karl I.

## Kaiserreich Russland
Die vorletzte russische Zarin Maria Fjodorowna wurde in der zeitgenössischen Presse ebenfalls als Kaiserinmutter bezeichnet.